# 도파역
도파역(桃坡驛)은 지금의 조선민주주의인민공화국 강원도 창도군에 위치했던 금강산선의 철도역이다.

## 연혁
- 1934년 9월 25일 : 영업 개시[1]
- 1944년 10월 1일 : 불요불급선 전시선로공출 명령에 의해 창도~내금강 간 49.0 km 선로 철거, 폐선.